# Allium asclepiadeum
Allium asclepiadeum är en amaryllisväxtart som beskrevs av Joseph Friedrich Nicolaus Bornmüller. Allium asclepiadeum ingår i släktet lökar, och familjen amaryllisväxter. Inga underarter finns listade i Catalogue of Life.